# Jared Isaacman
Jared Isaacman (ur. 11 lutego 1983 w Union) – amerykański przedsiębiorca, pilot, filantrop i komercyjny astronauta. Jest założycielem Draken International, która zapewnia szkolenia dla pilotów samolotów myśliwskich, jest on także założycielem i dyrektorem generalnym Shift4 Payments, operatora płatności. Isaacmanowi przypisuje się także rozwój konkurencji w przemyśle kosmicznym i jego uniezależnienie się od programów rządowych. We wrześniu 2024 roku jego szacunkowy majątek wynosił 1,9 mld USD.
Jared pełnił rolę dowódcy misji Inspiration4, prywatnego lotu kosmicznego z wykorzystaniem statku kosmicznego Crew Dragon należącego do firmy SpaceX. Misja wystartowała 16 września 2021 roku z Kennedy Space Center mieszczącego się na Florydzie. Załoga powróciła na Ziemię 18 września 2021 roku. Misja była częścią zbiórki pieniędzy na rzecz szpitala St. Jude Children's Research Hospital, któremu Isaacman zobowiązał się przekazać 100 milionów dolarów.
Jared dowodził także misją Polaris Dawn, która była pierwszym prywatnym lotem kosmicznym z Programu Polaris. Podczas tej misji, 12 września 2024 roku, Isaacman został pierwszym komercyjnym astronautą, który wykonał spacer kosmiczny. W grudniu 2024 roku prezydent Donald Trump nominował go na stanowisko 15. administratora NASA. Podczas przesłuchania zatwierdzającego w kwietniu 2025 roku Isaacman podkreślił swój status outsidera oraz posiadane doświadczenie w zakresie przedsiębiorczości, oświadczając, że zamierza zapoczątkować „złotą erę nauki i odkryć” w agencji. Stanął w obliczu pytań dotyczących jego bliskich powiązań z Elonem Muskiem, założycielem SpaceX, jednego z największych wykonawców NASA. 
Ostatecznie 31 maja 2025 roku prezydent Donald Trump wycofał nominację Isaacmana na stanowisko administratora NASA.

## Kariera

### Biznes
W 1999 roku Isaacman założył firmę zajmującą się przetwarzaniem płatności o nazwie United Bank Card, która później została przemianowana na Harbortouch. W 2020 roku firma zmieniła nazwę na Shift4 Payments, a Isaacman pozostał jej dyrektorem generalnym, a firma przetwarzała 200 miliardów dolarów rocznie.
W 2012 roku został współzałożycielem Draken International, firmy z siedzibą na Florydzie, która szkoli pilotów między innymi dla Sił Powietrznych Stanów Zjednoczonych. Firma obsługuje jedną z największych na świecie flot prywatnych samolotów myśliwskich.

### Prywatne loty kosmiczne

#### Inspiration4

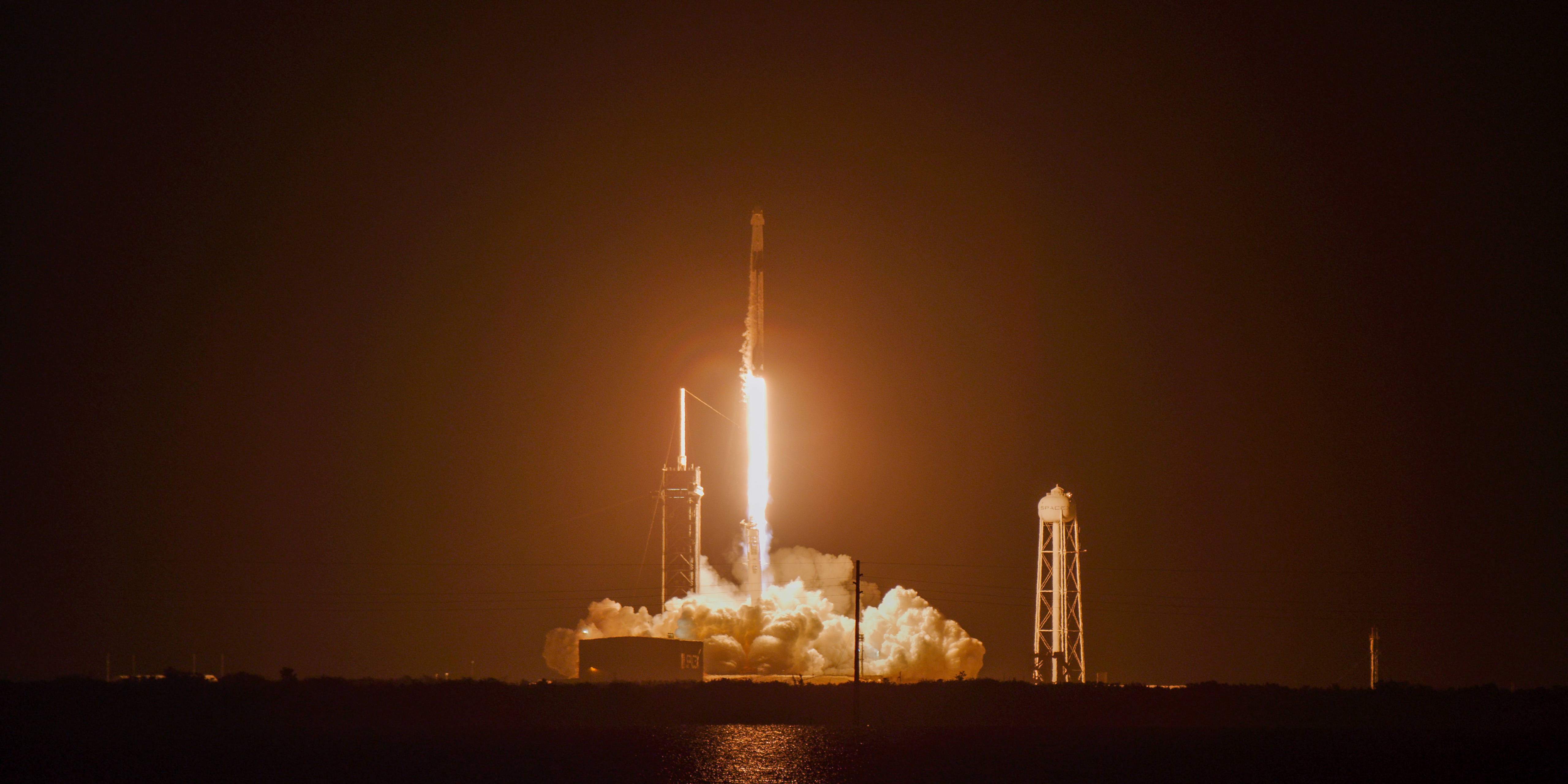
Start misji Inspiration4 z udziałem Jareda Isaacmana

W lutym 2021 roku Isaacman ogłosił, że będzie pełnił funkcję dowódcy misji Inspiration4, pierwszego prywatnego załogowego lotu kosmicznego, w którym żadna z osób na pokładzie statku nie miała powiązań z żadną agencją rządową. Misja została zrealizowana przez firmę SpaceX, na pokładzie statku kosmicznego Crew Dragon wystrzelonego przez rakietę Falcon 9.
W sierpniu 2021 roku załoga Inspiration4, wraz z Isaacmanem znalazła się na okładce magazynu Time. 16 września 2021 roku rozpoczęła się misja Inspiration4, która zakończyła się 3 dni później. Podczas misji Inspiration4 Isaacman dokonał pierwszego znanego zakładu bukmacherskiego z przestrzeni kosmicznej, obstawiając dwa zakłady na mecze amerykańskiej ligi NFL, przelatując nad Las Vegas.

#### Polaris Dawn
We wrześniu 2024 roku Isaacman dowodził misją Polaris Dawn, będącą częścią Programu Polaris. Załoga misji osiągnęła rekordowe apogeum wynoszące 1400 kilometrów, które później zostało obniżone do 700 kilometrów. 12 września 2024 roku załoga misji przeprowadziła wielogodzinne przygotowania do spaceru kosmicznego, podczas których wystawiono całą załogę na działanie próżni kosmicznej, chociaż Isaacman oraz Sarah Gillis indywidualnie przeprowadzili tak zwane Stand-up Extravehicular Activities lub SEVAs. Podczas pięciodniowego lotu załoga przeprowadziła około 40 eksperymentów naukowych. Załoga przeprowadziła również pierwszą załogową demonstrację komunikacji laserowej satelitów Starlink w przestrzeni kosmicznej.

### Kandydat na Administratora NASA

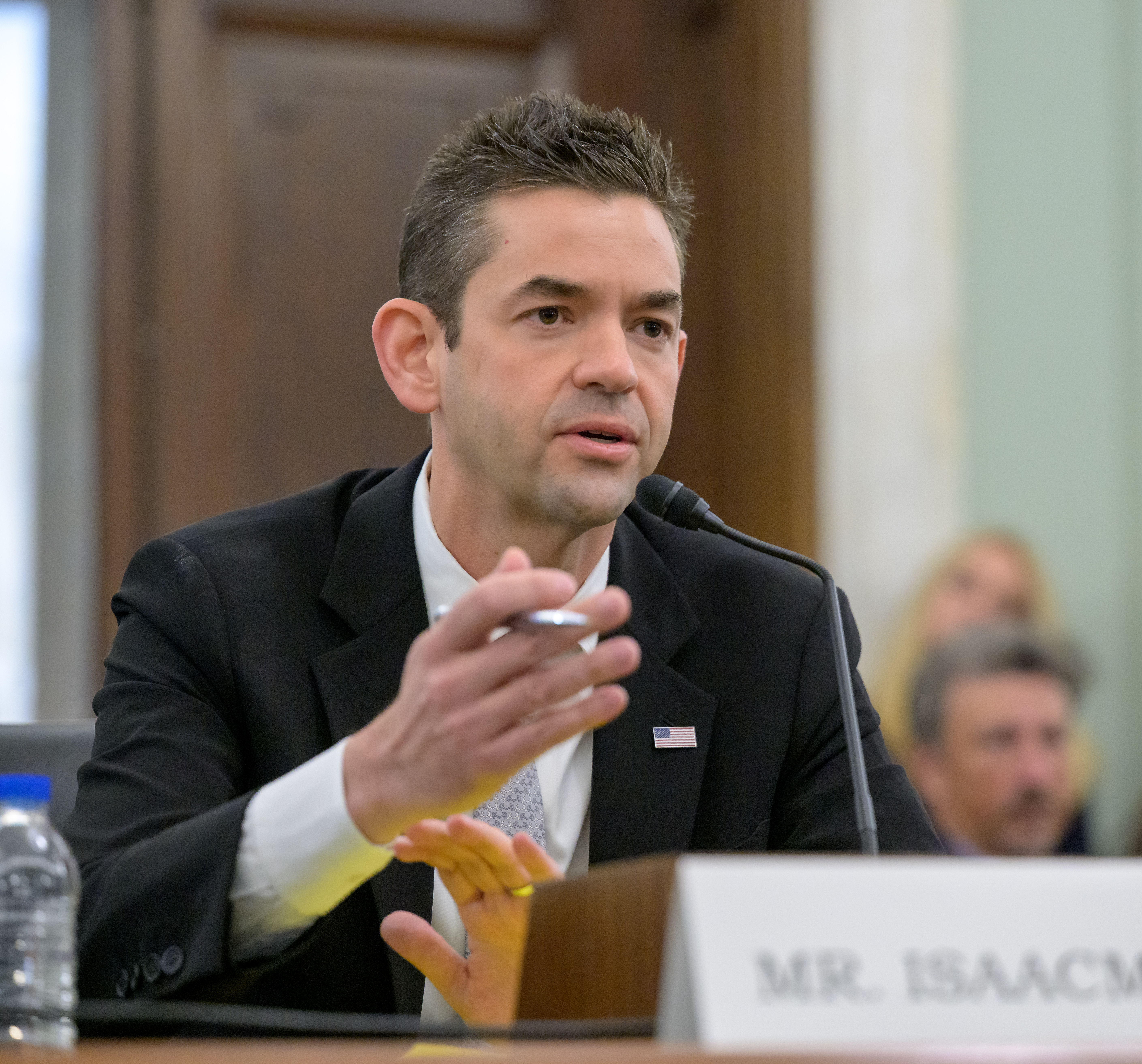
Isaacman przemawia przed komisją zatwierdzającą

4 grudnia 2024 roku Isaacman został nominowany przez Donalda Trumpa na 15. administratora NASA, stając się pierwszym w historii kandydatem agencji wybranym przez prezydenta elekta. Jego oficjalna nominacja została dokonana podczas drugiej inauguracji Trumpa 20 stycznia 2025 roku, co czyni ją najwcześniejszą nominacją na stanowisko Administratora NASA po nominacji Jima Bridenstine'a we wrześniu 2017 roku podczas pierwszej administracji Donalda Trumpa.
Nominacja Isaacmana spotkała się z szerokim poparciem zarówno środowisk politycznych, jak i branży kosmicznej. Senator Ted Cruz, przewodniczący Komisji Handlu, Nauki i Transportu, otrzymał poparcie od 24 byłych astronautów i gubernatorkę Alabamy Kay Ivey. Krytycy wyrazili jednak obawy dotyczące jego powiązań ze SpaceX i Elonem Muskiem, obawiając się, że NASA może priorytetowo traktować załogowe lądowanie na Marsie napędzane ambicjami SpaceX kosztem programem Artemis, który za priorytetowe uważa załogowe lądowanie na Księżycu. Obawy te nasiliły się po wezwaniach Muska do likwidacji Międzynarodowej Stacji Kosmicznej i porzucenia eksploracji Księżyca na rzecz przyśpieszenia załogowych misji marsjańskich, które wywołały ostrą krytykę ze strony Cruza.
W liście z 12 marca skierowanym do ⁣⁣Senatu⁣⁣ Isaacman zobowiązał się do rezygnacji ze swojej roli w Shift4 i anulowania pozostałych misji programu Polaris, jeśli zostanie zatwierdzony. Powtórzył to zobowiązanie podczas przesłuchania zatwierdzającego 9 kwietnia i zapewnił prawodawców, że programy Artemis i Commercial Lunar Payload Services pozostaną najważniejszymi priorytetami NASA pod jego kierownictwem.
W ciągu prawie trzech godzin przesłuchania Isaacman przedstawił wizję rewitalizacji NASA, wyrażając poparcie dla realizacji misji Artemis 2 i Artemis 3, wykorzystujących rakietę Space Launch System i statek kosmiczny Orion. Isaacman zobowiązał się również do przedłużenia misji Międzynarodowej Stacji Kosmicznej do 2030 roku. Pytany przez senatorów o konflikty interesów i zasadność eksploracji Marsa, Isaacman podkreślił przejrzystość, niezależność i dwutorowe podejście do Księżyca i Marsa. Isaacman sprzeciwił się również propozycji Białego Domu, aby obciąć 50% budżetu naukowego NASA i 20% ich ogólnego budżetu w 2026 roku. Zapytany przez Eda Markeya o jego powiązania z Muskiem, Isaacman zaprzeczył, że byli blisko, dodając, że nie ujawnił Muskowi swoich planów dotyczących NASA i że został przesłuchany przez Trumpa dopiero wtedy, gdy zaoferowano mu pracę. Jednak na pytanie Markeya, czy Musk był obecny podczas rozmowy z Trumpem, Isaacman odmówił bezpośredniej odpowiedzi, powołując się na obawy związane z konfliktem interesów. Komisja wspomniała również o incydencie, w którym Isaacman został aresztowany na granicy kanadyjskiej w 2010 roku za fałszywe czeki, a Isaacman odpowiedział, że rozwiązał tę kwestię i zarzuty zostały wycofane. Akta sądowe ujawniły również, że Isaacman był czterokrotnie pozwany za oszustwa czekowe. Isaacman odpowiedział, że sprawy zostały rozwiązane, a on sam odszedł od tego zachowania.
W rezultacie 30 kwietnia 2025 roku Isaacman przeszedł przez komisję senacką w głosowaniu 19-9. 31 maja 2025 roku amerykański Semafor poinformował, że Biały Dom wycofuje nominację Isaacmana. Jak doniosło The New York Times, decyzja prezydenta Donalda Trumpa miała zapaść po ujawnieniu informacji o wcześniejszych darowiznach Isaacmana na rzecz Partii Demokratycznej, mimo iż prezydent miał być świadomy tych darowizn już wcześniej. Rzecznik prasowy Białego Domu uzasadnił decyzję koniecznością zapewnienia, by przyszły Administrator NASA w pełni podzielał założenia programu „America First” prezydenta Trumpa. Serwis Ars Technica zasugerował natomiast, że wycofanie nominacji mogło stanowić formę odwetu wobec Elona Muska, ponieważ decyzja zapadła zaledwie kilka dni po tym, jak ogłosił, że wycofa się ze swojej roli w administracji Trumpa.

## Życie prywatne
Jest wyznawcą judaizmu, choć sam deklaruje, że nie jest osobą religijną. Jest żonaty i ma dwie córki, a także jest mieszkańcem Washington Township w hrabstwie Warren w stanie New Jersey.

## Odznaczenia
- FAA Commercial Space Astronaut Wings – 2021[43]
- Universal Astronaut Insignia za lot orbitalny (nr 568) – Stowarzyszenie Uczestników Lotów Kosmicznych (Association of Space Explorers(inne języki))[44]